# David Harkatsi
David Harkatsi ou David de Hark’ (arménien : Դավիթ Հարքացի, env. 610 - env. 685) est un philosophe et théologien arménien du VIIe siècle. 

## Biographie
David Harkatsi est né au début du VIIe siècle dans le village de Gueret, dans la région de Hark. On ne sait rien du début de sa vie. Formé à Constantinople, où il étudie la philosophie et la théologie, il retourne ensuite en Arménie. Il est actif entre 660 et 680, pour promouvoir l’idéologie chrétienne de l’ Église apostolique arménienne . Il prend part aux débats théologiques  il y soutient les vues de Julien d'Halicarnasse, et critique Sévère d'Antioche.  
Il dirige l'école de littérature arménienne philhélène, dont la principale tâche est la traduction et l'interprétation des œuvres de Philon d'Alexandrie. L'influence de ce dernier est très sensible dans l'œuvre de David,,. Il est un partisan de la preuve cosmologique de l'existence de Dieu. 
Il a écrit plusieurs ouvrages philosophiques et théologiques dont ne sont conservés que des  fragments. En plus de l'arménien, il a probablement aussi écrit en grec. Son œuvre considérée comme la plus importante l'ouvrage religieux et philosophique Interrogations,. Il fournit des informations sur les Caractères de Daniel,. 
Il est souvent confondu avec d'autres auteurs arméniens homonymes des VIe et VIIe siècles (David Kerakan (ru), Davit Anhaght, David Ipat, David Bagrevandtsi, David Taronatsi),,,.

## Œuvre
- Interrogations (arménien : Հարցուածք   ) // magazine Ararat - 1902. - N ° 9—10 - p. 937—973.
- Parole de foi contre les hérétiques ( arménien : Բան հավատոյ ընդդեմ հերձուածողաց   ) // magazine Ararat - 1906. - N ° 3 - p. 261—268.
- Réponse au Catholicos Anastasu // magazine Ararat - 1906. - N ° 3 - p. 269—270
- Réponses à Patrick Achot // magazine Ararat - 1906. - № 3 - p. 270-272.
- Lutte contre les diophysites ( arménien : Առ երկաբնական ընդդիմադրութիւն   ) // magazine Ararat - 1916. - pages 909 à 911.

David Harkatsi est également crédité des Vues d'Aristote ( arménien : Նկատումն Արիստոտէլի Արիստոտէլի ),. 

### Essais biographiques
- Ter-Mkrtchyan G.M.   Հարքացի.   - Vagharshapat, 1903.
- N.Akinyan   Հարքացի Անհաղթ փիլիսոփա, ու գործերը.   - Venise, 1959.